# Bremer Bürgereid

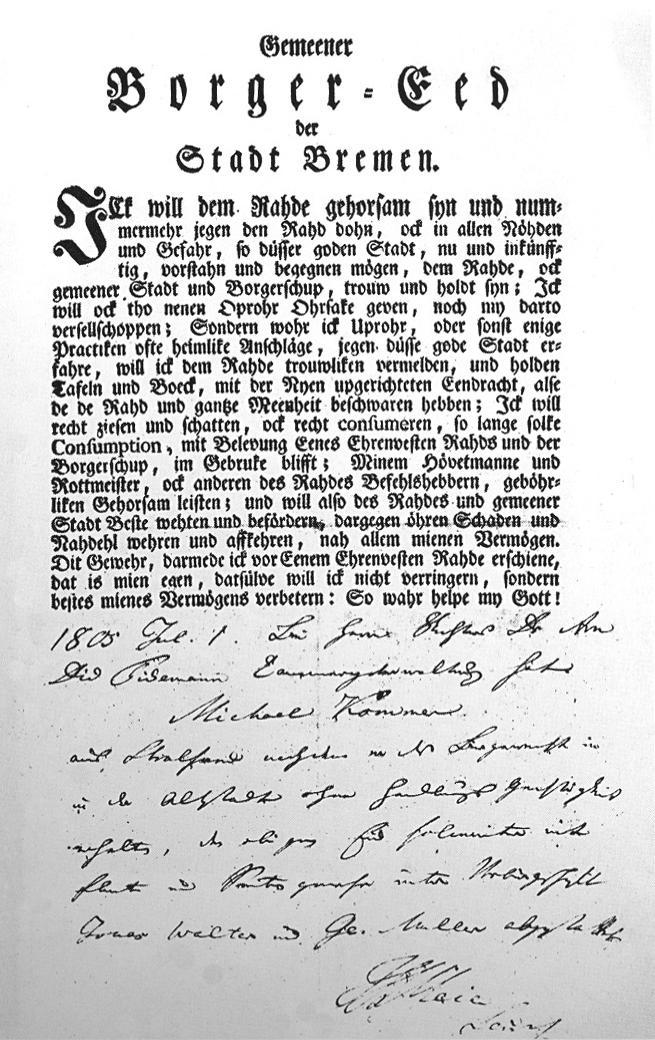
Bremer Bürgereid von 1805 auf den Namen Michael Kommer

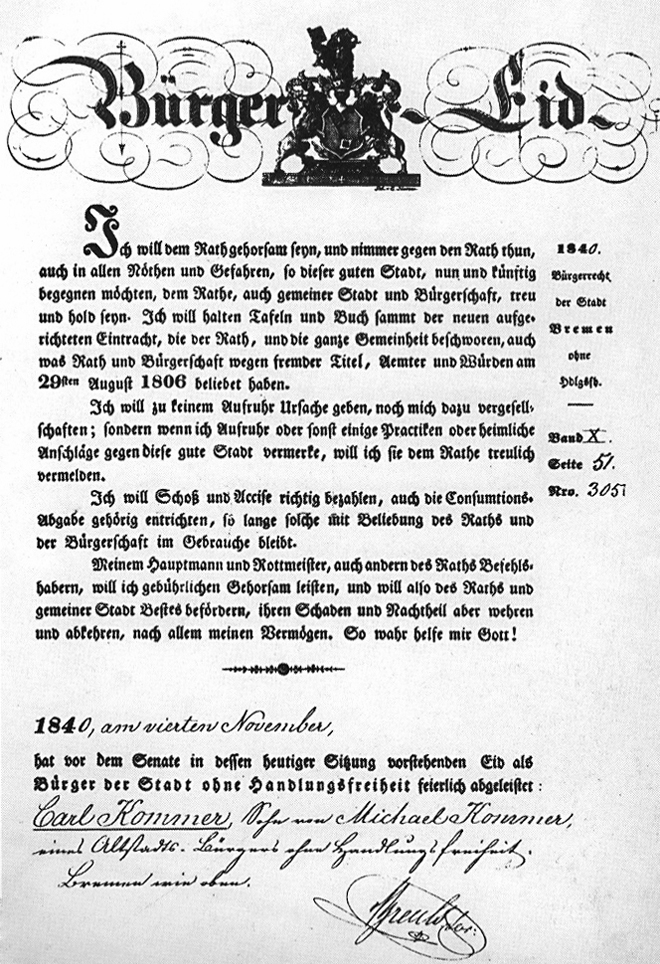
Bremer Bürgereid von 1840 auf den Namen Carl Kommer

Der Bremer Bürgereid, auf Plattdeutsch Bremer Borger–Eed, war ein Eid, der von 1365 bis 1904 in Bremen in Gebrauch war.

## Bremer Bürgerrecht
Ab etwa 965 werden die Einwohner Bremens in Chroniken als cives oder burgenses, also Bürger bezeichnet, in erzbischöflichen Urkunden allerdings erst ab 1139. In dieser Urkunde über die Verlagerung des Willehadi-Kapitels an die (heutige) Stephanikirche wird auch erstmals mit civitas die Bürgerschaft (im ursprünglichen Sinne) als kollektives Subjekt erwähnt. Während nach dem Gelnhauser Privileg von 1186 Zuzügler das Bürgerrecht einfach durch festen Aufenthalt in der Stadt gewinnen können sollten, wurde es mit der Zeit vom Rat gewährt, der dafür eine Gebühr erhob. Bei Schustern musste außerdem das Schuhmacheramt der Einbürgerung zustimmen. Eine Bremer Besonderheit war, dass auch Frauen das Bürgerrecht erwerben konnten, als zuziehende Ehefrauen von Bremer Bürgern allerdings auch mussten. Kinder von Bürgern erbten das Bürgerrecht. Um es wahrnehmen zu können, mussten ab 1365 sowohl Neubürger als auch Jungbürger den Bürgereid leisten. Darin musste jeder Bürger sich ausdrücklich auf die Gesetze und die Regierung Bremens verpflichten.
Angehörige der ratsfähigen Familien (nur mit erheblichem Immobilienbesitz durfte man sich in den Bremer Rat wählen lassen) versäumten allerdings nicht selten, den Eid zu leisten, und nahmen ihre Rechte bzw. Privilegien nicht minder wahr.
Mit der Anlage der Neustadt wurde, um ihre Besiedlung zu fördern, ein preisgünstigeres Neustadtsbürgerrecht geschaffen, das allerdings auch weniger Rechte umfasste als das der Altstadt. Im 19. Jahrhundert musste man zum Betreiben eines Geschäftes zeitweise das teurere Bürgerrecht mit erweiterter Handlungsfreiheit erwerben.

## Geschichte
Der Bürgereid wurde 1365 nach dem Bannerlauf – einem Aufstand gegen die Patrizier der Stadt – eingeführt. Er war Pflicht für alle Personen, die das Bürgerrecht erwerben wollten. In der Eidesformel verpflichtete sich der angehende Bürger, den Rat der Stadt zu achten, die Gesetze einzuhalten, seine Steuern zu zahlen und Waffen für die Verteidigung der Stadt bereitzuhalten. Ohne Bürgereid war es nicht möglich, ein Amt in der Stadt zu erlangen. Das Ablegen des Bürgereids wurde mit einer Urkunde bestätigt und die entsprechende Person im Bürgerbuch vermerkt.
Bis kurz nach der Bremer Franzosenzeit wurde der Bürgereid in plattdeutscher Sprache geleistet, ab 1815 in leicht veränderter Fassung in hochdeutscher Sprache. Die Verpflichtung, den Staatsbürgereid zu leisten, wurde am 26. Februar 1904 aufgehoben, doch zur Erlangung der Wahlberechtigung und der Wählbarkeit zur Bürgerschaft blieb er weiterhin erforderlich, er bestand auch weiter für Beamte, evangelische Prediger, Rechtsanwälte und Notare und wurde erst am 18. Mai 1920 endgültig abgeschafft.
Gemeener Borger-Eed der Stadt Bremen (1365–1815)

“Ick will dem Rahde gehorsam syn und nummermehr jegen den Rahd dohn, ock in allen Nöhden und Gefahr, so düsser goden Stadt nu und inkünfftig, vorstahn und begegnen mögen, dem Rahde, ock gemeener Stadt und Borgerschup, trouw und holdt syn; Ick will ock tho nehmen Uprohr Ohrsake geven, noch my dartho versellschoppen; Sondern wohr ick Uprohr, oder sonst einige Practiken ofte heimlike Anschläge, jegen düsse gode Stadt erfahre, will Ick dem Rahde trouwliken vermelden, und holden Tafeln und Boeck, mit der Nyen upgerichteden Eendracht, alse de de Rahd und gantze Meenheit beschwaren hebben; Ick will recht ziesen und schatten, ock recht consumeren, so lange solke Consumption, mit Belevung Eenes Ehrenvesten Rahds und der Borgerschup, im Gebruke blifft; Minem Hövetmanne und Rottmeister, ock anderen des Rahdes Befehlhebbern, geböhrliken Gehorsam leisten; und will also des Rahdes, und gemeener Stadt Beste wehren und befördern, dargegen öhren Schaden und Nahdehl wehren und affkehren, nah allem mynen Vermögen. Dit Gewehr, darmede Ick vor Enem Ehrenvesten Rahde erschiene, dat is mien egen, datsülve will Ick nicht verringern, sondern bestes mines Vermögens verbetern: So wahr helpe my Gott!”

Der allgemeine Bürger-Eid der Stadt Bremen (1815–1904)

„Ich will dem Rat gehorsam sein und niemals gegen den Rat tun, auch in allen Nöten und Gefahren, die dieser guten Stadt nun und zukünftig bevorstehen und begegnen mögen, dem Rat, auch gemeiner Stadt und Bürgerschaft, treu und hold sein; Ich will auch zu keinem Aufruhr Ursache geben, noch mich dazu versellschaften; Sondern wo ich (von) Aufruhr oder sonst ähnliche Praktiken oder heimliche (n) Anschläge (n) gegen diese gute Stadt erfahre, will ich (das) dem Rat treulich vermelden, und (ein)halten (die Gesetze auf der) Tafel und (im) Buch, mit der Eintracht, also die der Rat und (die) ganze Gemeinde (beschlossen und beschworen) haben. Ich will recht Zölle und Steuern (zahlen), auch recht konsumieren, solange solch ein Verbrauch mit Gefallen eines ehrenfesten Rates und der Bürgerschaft, im Gebrauch bleibt; Meinem Hauptmann und Rottmeister, auch anderen des Rates Befehlshabern, gebührenden Gehorsam leisten; und will also zum Besten des Rates und der Stadtgemeinde streben und fördern, dagegen ihren Schaden und Nachteil abwehren und abkehren nach all' meinem Vermögen. Dieser Besitz(nachweis), mit dem ich vor einem ehrenfesten Rat erscheine, das ist mein eigen, dasselbe will ich nicht verringern, sondern nach bestem Vermögen verbessern: So wahr mir Gott helfe!“